# Musée Hammer
Le musée Hammer ou Hammer Museum, qui est affilié à l'université de Californie à Los Angeles, est un musée d'art et un centre culturel. Fondé en 1990 par l'homme d'affaires Armand Hammer à partir de sa collection personnelle d'œuvres d'art, le musée a depuis élargi ses collections et ses domaines d'actions. Il s'emploie notamment à faciliter l'émergence d'artistes contemporains,.

## Histoire
Le musée est fondé en 1990 par l'homme d'affaires Armand Hammer, actionnaire et dirigeant de l'Occidental Petroleum Corporation, mais connu aussi pour ses activités dans le négoce avec l'Union soviétique dans les années 1920. Armand Hammer a été membre du conseil d'administration du musée d'art du comté de Los Angeles, le LACMA, durant près de 20 ans, faisant évoluer l'importance et la notoriété de ce musée par ses prêts. Mais dans les années 1980, en désaccord sur la façon dont ces œuvres pouvaient être exposées et désireux de garder une certaine unité à sa collection, il décide de créer son propre musée. Le 21 janvier 1988, il en annonce la construction sur le site d'un garage adjacent au siège de sa compagnie pétrolière, à Westwood. La Communauté urbaine salue ce projet comme un tournant positif dans le développement du quartier, mais le projet fait également réagir les autres actionnaires de sa compagnie, qui obtiennent une décision d'un juge fédéral pour plafonner les coûts de construction,,.
Conçu par Edward Larrabee Barnes, l'architecte responsable du Dallas Museum of Art et du Walker Art Center, le bâtiment abritant le musée est conçu comme un palazzo avec des galeries centrées autour d'une paisible cour intérieure et une façade extérieure relativement austère.
L'architecte Michael Maltzan a contribué à faire évoluer la conception initiale, avec le Billy Wilder Theatre du musée édifié en 2006, la cour et son café en 2012, et le pont John V. Tunney en 2015. Ce pont piétonnier, nommé en l'honneur de John V. Tunney, longtemps président du Conseil d'Administration du Hammer Museum, relie le niveau supérieur des galeries à la cour intérieure. D'autres évolutions sont annoncées en 2017, sous la houlette du même architecte.
Armand Hammer meurt en décembre 1990, moins d'un mois après l'ouverture au public de son musée éponyme en novembre 1990, laissant l'institution naissante, embourbée dans un procès sur son financement et au centre de batailles juridiques. En 1994, le conseil de l'Université de Californie conclut un accord sur 99 ans pour l'exploitation du musée, avec la Armand Hammer Fondation, et sa gestion, apportant ainsi à l'institution un peu de stabilité,.

## Collection permanente
La collection permanente du musée Hammer comprend cinq ensembles : la collection Armand Hammer, une collection contemporaine, la collection du Centre Grunwald de l’UCLA pour les arts graphiques ; le jardin des sculptures Franklin D. Murphy, et une collection Armand Hammer sur Daumier et ses contemporains.
La collection Armand Hammer est le point de départ. Ce n’est pas la collection la plus grande quantitativement, mais elle constitue une sélection remarquable de peintures, de dessins et d’estampes. Elle a été constituée pendant plusieurs décennies par Armand Hammer lui-même. Une part importante de cet ensemble de la collection porte sur les peintures impressionnistes et post-impressionnistes du XIXe siècle et du début du XXe siècle, même si la collection s'étend du XVe siècle au XXe siècle. Pour assembler une telle collection et réussir à réunir un ensemble d’artistes prestigieux, Armand Hammer a été amené à sélectionner des dessins autant que des peintures. Les points saillants de cette collection comprennent: Junon (environ 1662-1665) par Rembrandt, L'éducation de la Vierge (1748-1752) par Jean-Honoré Fragonard, El Pelele (vers 1791) par Francisco Goya, Salome Dancing Before Herod (1876) par Gustave Moreau, Le Docteur Pozzi chez lui (1881) par John Singer Sargent, Bonjour Monsieur Gauguin (1889) par Paul Gauguin et Hôpital à Saint-Remy (1889) de Vincent van Gogh. En dessins et estampes, cette collection comprend notamment des œuvres de Michel-Ange, Watteau et Ingres,,,.
La collection contemporaine, inaugurée en 1999, est une collection croissante, sur des artistes émergents. Les points forts de cet ensemble sont constitués d'œuvres de Kara Walker, Doug Aitken, Mary Kelly, etc..
La collection du Centre Grunwald de l'UCLA pour les arts graphiques est l'une des collections d'œuvres les plus importantes constituée par différents dons et par la réunion de photographies contemporaines initiée par le photographe Robert Heinecken.
Le jardin de sculpture Franklin D. Murphy à UCLA, inauguré en 1967, est dédié au chancelier éponyme de l'université. Conçu par l'architecte paysagiste Ralph Cornell, ce jardin abrite plus de soixante-dix œuvres de sculpture moderne et contemporaine dans un cadre de cinq hectares. Cette collection comprend notamment des œuvres de Deborah Butterfield, Alexander Calder, Henri Matisse, Joan Miró, Henry Moore, Isamu Noguchi, Auguste Rodin, Gaston Lachaise, Jacques Lipchitz et David Smith.

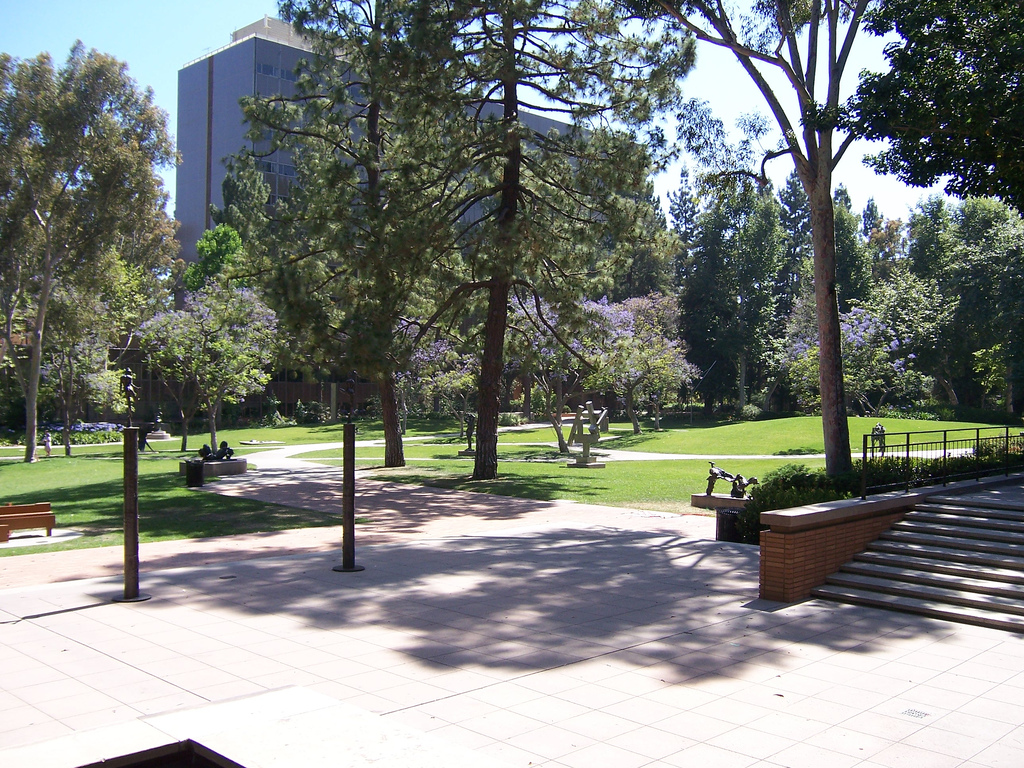
Vue du jardin.
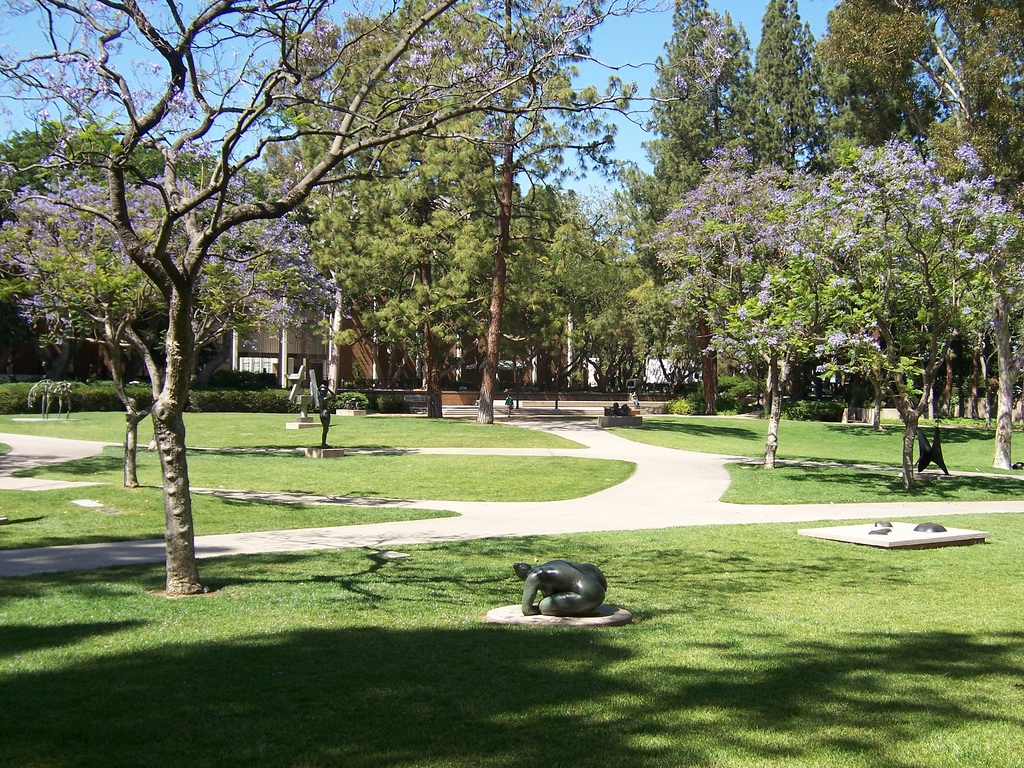
Autre vue.
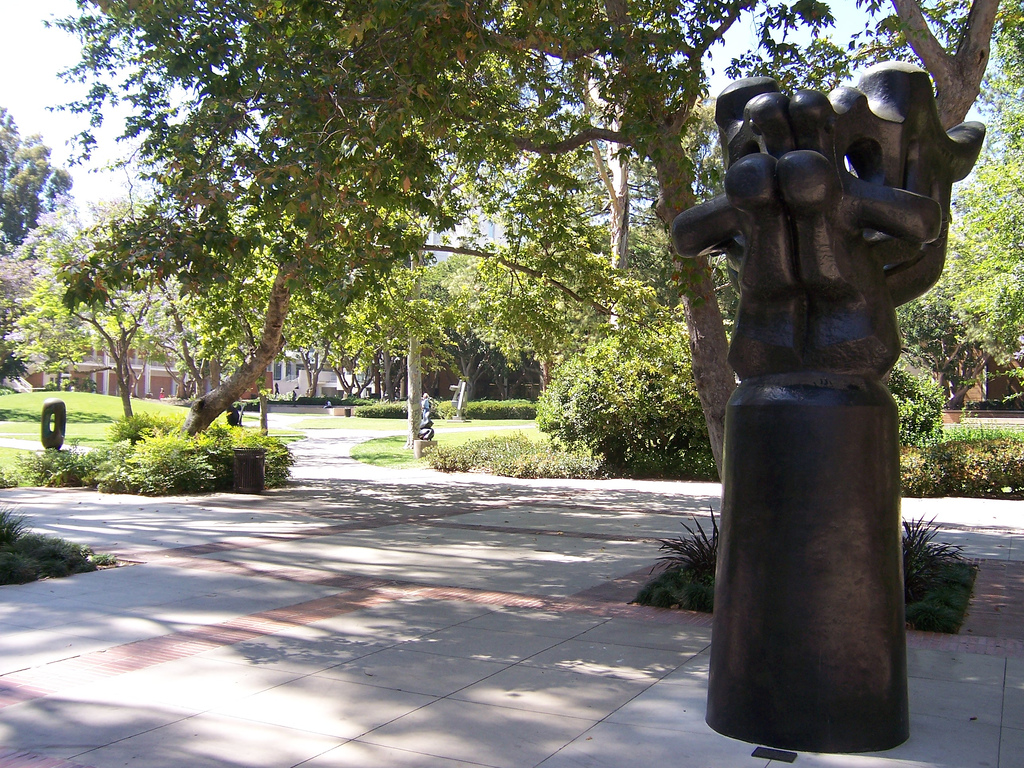
Sculpture de Jacques Lipchitz.
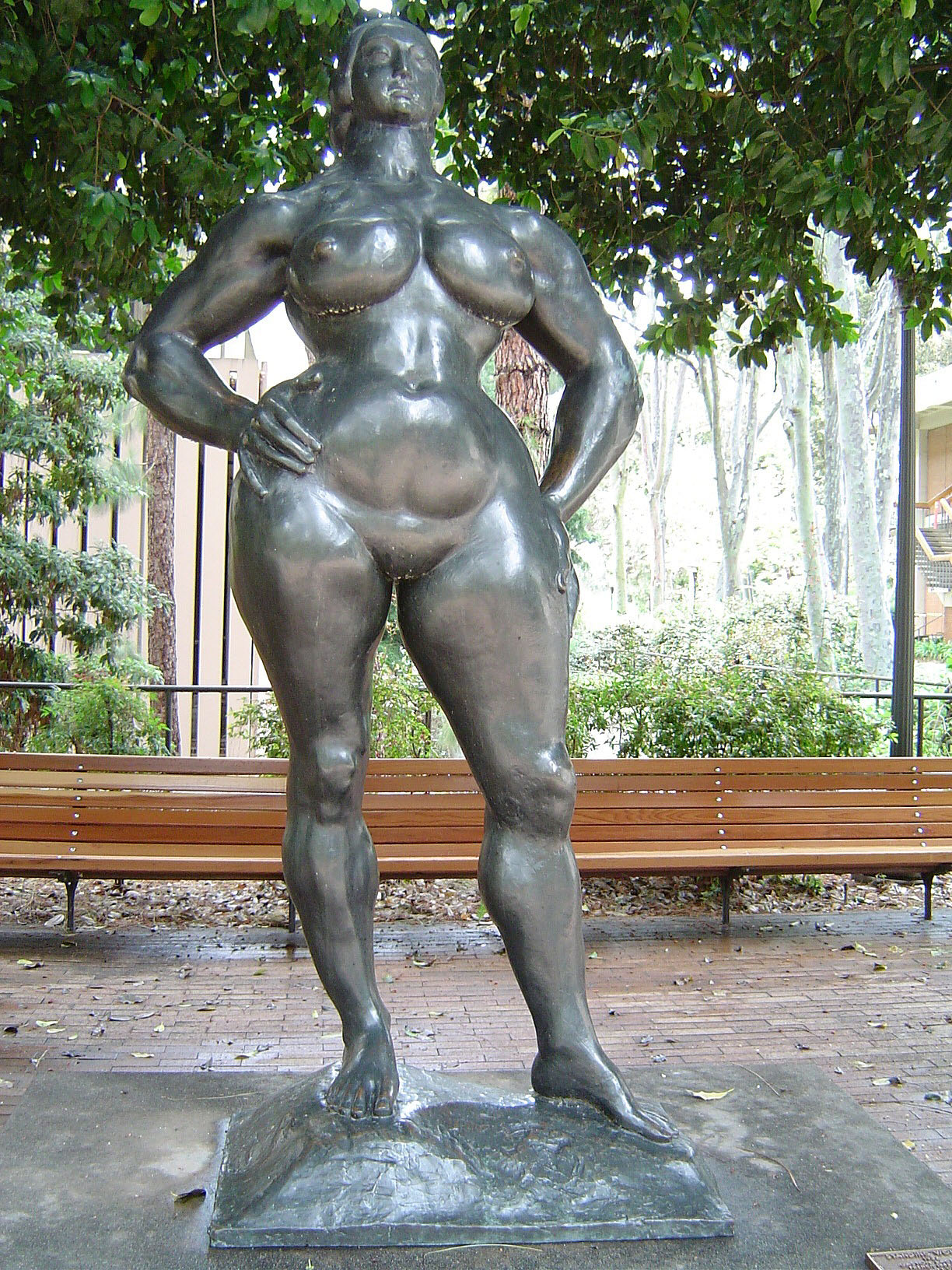
et de Gaston Lachaise.

La collection consacrée à Honoré Daumier et ses contemporains est l'une des collections les plus importantes de travaux de Daumier en dehors de la France,.